# Dmitri Nossov
Dmitri Nossov, född den 9 april 1980 i Tjita, Ryssland, är en rysk judoutövare.
Han tog OS-brons i herrarnas halv mellanvikt i samband med de olympiska judotävlingarna 2004 i Aten.